# Войнов, Василий Иванович
Васи́лий Ива́нович Во́йнов (3 ноября 1929, с. Петропавловка, СССР — 24 июля 2019) — советский и российский врач-нейрохирург, организатор здравоохранения. Народный врач СССР (1986).

## Биография
Родился 3 ноября 1929 года в селе Петропавловка (ныне в Сакмарском районе Оренбургской области).
Отец, Иван Фёдорович, летом 1941 года был призван в ряды Красной Армии и отправлен на фронт. После гибели отца под Сталинградом в сентябре 1942 года главой семьи стала мать Юлия Фёдоровна.
В 1948 году закончил Никольскую среднюю школу и поступил на лечебный факультет Чкаловского государственного медицинского института. Интерес к медицине и хорошие организаторские способности начал проявлять уже в студенческие годы: выдвигался на пост комсорга группы и курса, затем стал секретарём комитета комсомола института. В этот же период познакомился с будущей женой Майей Дроздовой.
В 1954 году с отличием окончил обучение в институте и начал медицинскую практику в Домбаровском, а затем в Кваркенском районах Оренбургской области. После окончания ординатуры в 1957 году получил приглашение на работу в областную клиническую больницу (ОКБ) бортхирургом, прошёл специализацию в Ленинградском нейрохирургическом институте им. А. Поленова и приобрёл специальность нейрохирурга. Через три года стал главным врачом Оренбургской ОКБ № 1.

### Оренбургская областная клиническая больница
В 1960 году Оренбургская клиническая больница была единственной в области и представляла собой небольшое медицинское учреждение на 260 коек, состоящее из 4 отделений: терапевтического, хирургического, глазного и неврологического.
Одним из первых шагов, сделанный В. Войновым на посту главного врача, стала организация отделения нейрохирургии. В короткие сроки было возведено новое здание на 550 мест, а число отделений возросло до десяти.
В 1970-е годы главный врач значительно изменил систему методов и диагностики. В 1978 году под его руководством был введён в строй кардиологический корпус, представляющий собой новое семиэтажное здание. Возросло и число терапевтических отделений: гематологическое, ревматологическое, кардиологическое, гастроэнтерологическое, пульмонологическое, эндокринологическое, было значительно расширено хирургическое отделение (до 440 мест), запущена работа новейшей для области лаборатории радиоизотопной диагностики. На базе ОКБ № 1 был создан межобластной офтальмоонкологический центр для Урала и Западной Сибири.
Постоянно увеличивал количество корпусов: в 1982 году начал работу пятиэтажный лабораторно-поликлинический корпус, рассчитанный на 600 посещений в день, а спустя 2 года завершено строительство ещё одного — терапевтического корпуса.
Темпы роста ОКБ № 1 значительно изменили и архитектуру района. Он добился от руководителей области полного переселения трёх жилых улиц, на месте которых возведены медицинские корпуса. В 1988 году запущен двухэтажный корпус лаборатории клинической иммунологии и диагностики СПИДа, возведён девятиэтажный пансионат и общежитие для работников больницы, построен семиэтажный реабилитационный центр.
За весь срок службы главный врач регулярно организовывал и принимал личное участие в разбивке зелёных насаждений больницы, общая площадь которых составляет 8,5 га.
По состоянию на 2006 год в штате больницы 2181 сотрудник, в том числе 3 доктора медицинских наук.
На посту главного врача установил два неофициальных рекорда больницы: по возрасту назначения как самый молодой главный врач (28 лет) и по продолжительности работы (1960—2007).
C 2006 года — председатель Комитета Общественной палаты по вопросам здравоохранения и демографии.

### Изобретения
Галокамера (1986) — аппарат для лечения заболеваний органов дыхания.

### Семья
- Отец — Иван Фёдорович
- Мать — Юлия Фёдоровна
- Супруга — Майя Владимировна Дроздова
- Дети — Владимир, Ольга

## Награды и звания
- Заслуженный врач РСФСР (1966)
- Народный врач СССР (1986)
- Орден Ленина
- Орден Октябрьской Революции
- Почётный гражданин Оренбурга (1995)[5]